# Espai Natural Protegit de les Valls del Sió-Llobregós

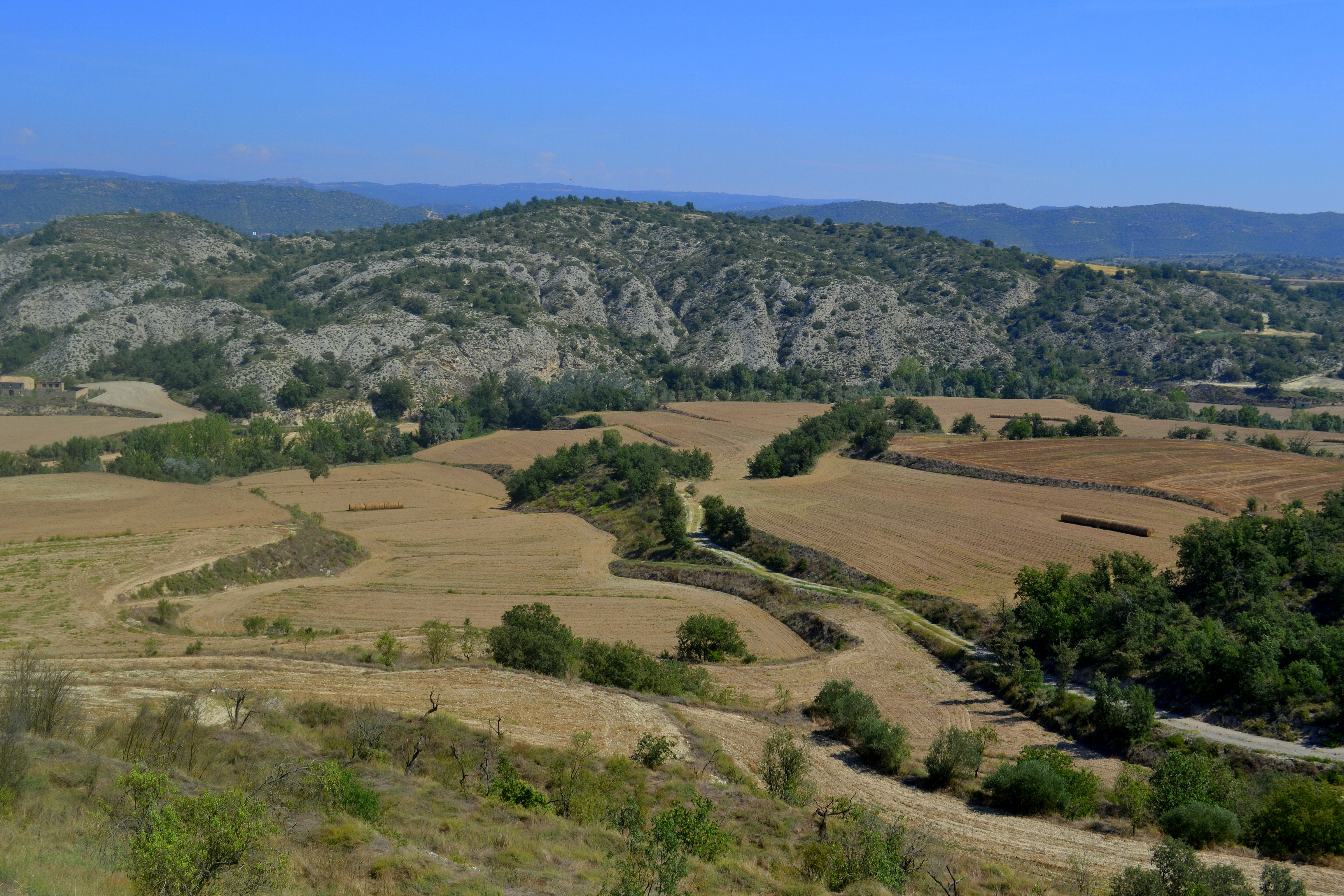
Mirador de Talteüll (Massoteres, Segarra)

L'Espai Natural Protegit de les Valls del Sió-Llobregós és una àrea natural de caràcter estepari situat al peu dels altiplans segarrencs. Gran part d'aquest Espai està ocupat per una barreja de terrenys de cultiu dispersos al mig de zones boscoses i de matollar, així com per zones amb vegetació gipsícola. Geològicament està format per materials guixencs que afloren en el nucli erosionat de l'anticlinal de Sanaüja i Ponts.

## Situació
L'àrea protegida s'estén per un total de 26.846,55 ha i entre 20 municipis de la Segarra, la Noguera, l'Urgell i l'Anoia:
| Municipi/Comarca           | Superfície (ha) | %     |
| -------------------------- | --------------- | ----- |
| Segarra                    | 14.250,96       | 53,08 |
| Torrefeta i Florejacs      | 6.997,30        | 26,06 |
| Massoteres                 | 2.001,00        | 7,45  |
| Guissona                   | 1.308,76        | 4,87  |
| Sanaüja                    | 1.026,26        | 3,82  |
| Sant Guim de la Plana      | 829,26          | 3,09  |
| Els Plans de Sió           | 801,98          | 2,99  |
| Torà                       | 566,23          | 2,11  |
| Biosca                     | 496,29          | 1,85  |
| Ivorra                     | 223,88          | 0,83  |
| Noguera                    | 10.812,15       | 40,27 |
| Oliola                     | 3.761,94        | 14,01 |
| Cubells                    | 1.881,85        | 7,01  |
| Cabanabona                 | 1.276,50        | 4,75  |
| Vilanova de l'Aguda        | 1.187,58        | 4,42  |
| Camarasa                   | 1.186,70        | 4,42  |
| Artesa de Segre            | 807,22          | 3,01  |
| Foradada                   | 487,03          | 1,81  |
| Preixens                   | 156,41          | 0,58  |
| Montgai                    | 66,93           | 0,25  |
| Urgell                     | 1.320,34        | 4,92  |
| Agramunt                   | 1.320,34        | 4,92  |
| Anoia                      | 463,11          | 1,73  |
| Castellfollit de Riubregós | 463,11          | 1,73  |

## Biodiversitat
Les terres agrícoles i àrees antròpiques ocupen la major part de l'àrea amb un 75,02%, seguit dels ambients litorals i salins (9,10%), zones amb vegetació arbustiva i herbàcia (7,93%), boscos (7,88%) i molleres i aiguamolls (0,06%).

### Flora
A les Valls del Sió-Llobregós, s'hi troben formacions de vegetació gipsícola, com les timonedes gipsícoles continentals de gatunyes (Ononis tridentata) i trincoles (Gypsophyla hispanica), així com el romer blanc (Helianthemum esquamatum). A les zones assolellades, on desapareixen els guixos, són freqüents els matollars calcícoles de romaní o petits fragments de carrascars i, a les obagues, es formen enclavaments de relativa importància de rouredes de roure de fulla petita (Quercus faginea).

### Fauna

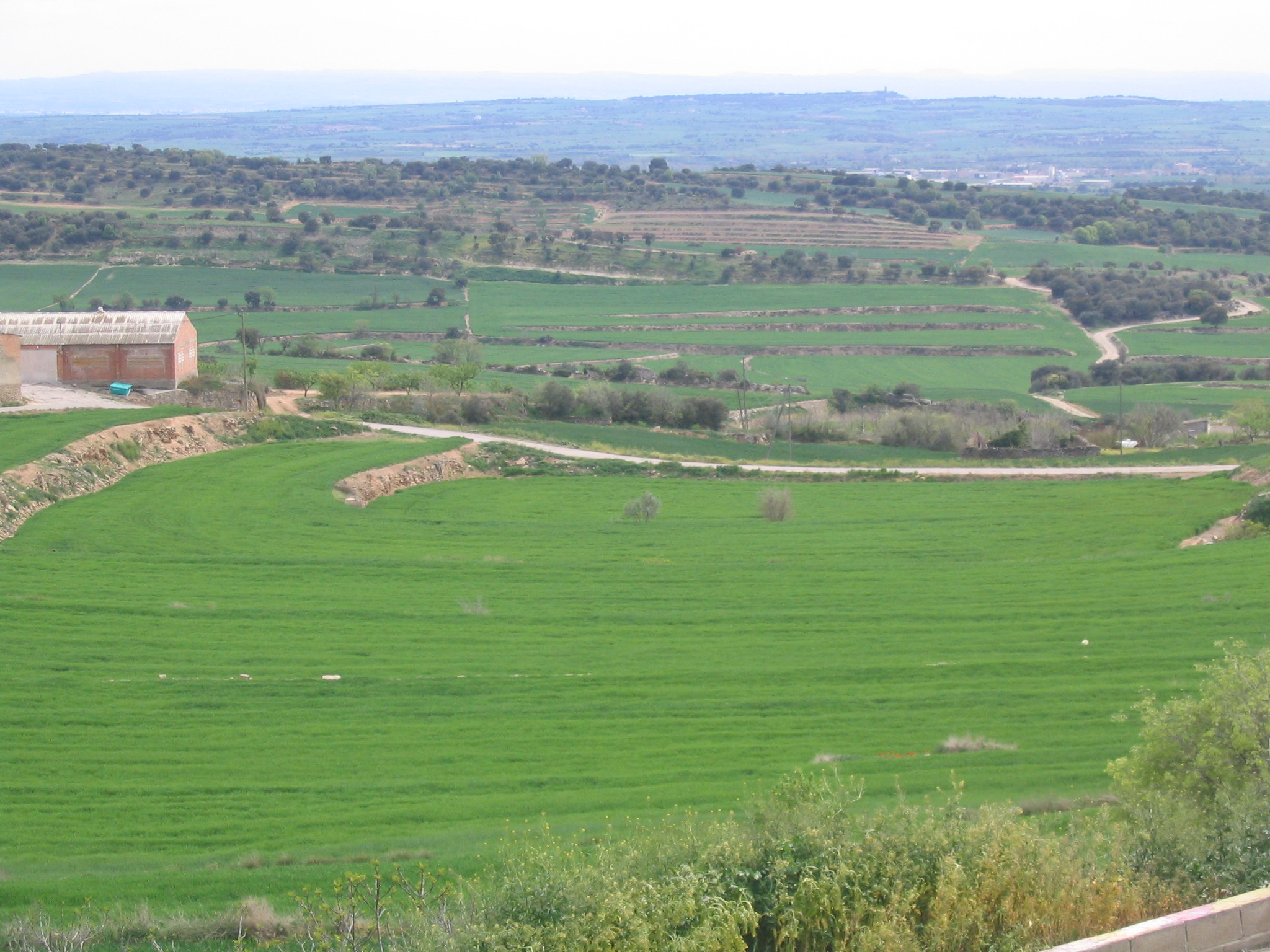
Des del poble de Montclar d'Urgell (Serra de Montclar), la Vall de Sió, amb el poble de Preixens a mig camí i el Castell d'Almenara al fons (Serra de Bellmunt i Almenara).

És una bona zona de dispersió de joves d'àguila cuabarrada (Hieraaetus fasciatus). També hi són presents algunes espècies interessants d'ocells esteparis: el sisó (Tetrax tetrax) troba aquí una de les millors densitats de tot Catalunya. També hi habita el gaig blau (Coracias garrulus).